# Bracco Atletica
La Bracco Atletica è una società di atletica leggera italiana fondata il 27 novembre 2000 con il nome Camelot, passata all'attuale denominazione nel 2013. Dal 2008 al 2010 la denominazione era Italgest Athletic Club. Il presidente, dal 2003, è Franco Angelotti, affiancato dal presidente onorario Mario Mauro e dalla vicepresidente Chiara Pedretti, insieme alla Dottoressa Diana Bracco che nel 2013 ha ricevuto la nomina di presidente onorario. Il direttore tecnico assoluto è Aldo Maggi, affiancato dai numerosi tecnici.
Sebbene a livello giovanile la società abbia anche degli atleti maschi tra i suoi tesserati, a livello assoluto è invece una società quasi esclusivamente femminile.
A livello assoluto la Bracco Atletica ha conquistato una Coppa Italia nel 2019, dieci Supercoppe italiane e diversi titoli italiani di società femminili: due all'aperto, seidici indoor, uno di marcia e sette di corsa campestre. Nel 2017 ha anche conquistato la Coppa dei Campioni per club di atletica leggera, premio di livello europeo.
Nelle categorie giovanili sono stati conquistati 5 titoli italiani U18 all'aperto con altri 7 titoli indoor. Scalando di categoria troviamo altri 6 titoli italiani a livello U23 all'aperto e 8 titoli indoor.
Le atlete della società ad oggi hanno conquistato un totale di 220 titoli individuali e di staffette. Nella storia della societa fino ad oggi 27 atlete hanno ricevuto almeno una convocazione nella nazionale assoluta insieme alle 56 ragazze che nelle categorie U18, U20 o U23 hanno rappresentato l'Italia nelle rassegne internazionali.

## Elenco dei presidenti
- Mario Mauro (2001-2002)
- Franco Angelotti (2003-in carica)

## Campi di allenamento
Gli atleti della Bracco Atletica si allenano presso i seguenti impianti sportivi:
- Arena Civica di Milano
- Centro sportivo XXV Aprile di Milano
- Centro sportivo di Caravaggio
- Centro sportivo di Cinisello Balsamo
- Centro sportivo di Bresso
- Centro Sportivo Enrico Mattei di Metanopoli (San Donato Milanese)
- Centro sportivo di Treviglio

## Palmarès

### Campioni italiani assoluti
2002
- Manuela Levorato, 100 metri piani
- Assunta Legnante, getto del peso
- Agnese Maffeis, lancio del disco
- Erica Alfridi, marcia 5 km
- Pistone – Sordelli – Avogadri – Levorato, staffetta 4×100 metri

2003
- Assunta Legnante, getto del peso
- Arianna Farfalletti, salto con l'asta
- Barbara Lah, salto triplo
- Pistone – Sordelli – Avogadri – Levorato, staffetta 4×100 metri

2004
- Assunta Legnante, getto del peso
- Alessandra Coaccioli, lancio del martello
- Pistone – Sordelli – Avogadri – Bossi, staffetta 4×100 metri

2005
- Bossi – Sordelli – Avogadri – Levorato, staffetta 4×100 metri

2006
- Elena Sordelli, 100 metri piani
- Assunta Legnante, getto del peso
- Arianna Farfalletti, salto con l'asta

2007
- Assunta Legnante, getto del peso

2012
- Tamara Apostolico, lancio del disco
- Chiara Vitobello, salto in alto

2015
- Valentina Trapletti, marcia 20 km

2016
- Valentina Trapletti, marcia 10 km
- Sibilla Di Vincenzo, marcia 20 km

2019
- Giancarla Trevisan, 400 metri piani

### Campioni italiani assoluti indoor
2002
- Manuela Levorato, 60 metri piani
- Manuela Levorato, 200 metri piani
- Assunta Legnante, getto del peso
- Pistone – Sordelli – Avogadri – Levorato, staffetta 4×200 metri

2003
- Manuela Levorato, 60 metri piani
- Manuela Levorato, 200 metri piani

2004
- Manuela Levorato, 60 metri piani
- Manuela Levorato, 200 metri piani
- Assunta Legnante, getto del peso

2005
- Assunta Legnante, getto del peso

2009
- Assunta Legnante, getto del peso

2011
- Maffioletti – Sirtoli – Fugazza – D'Angelo, staffetta 4×200 metri

2016
- Sibilla Di Vincenzo, marcia 3000 metri
- Martina Lorenzetto, salto in lungo
- Laura Oberto, pentathlon

### Campionati italiani assoluti invernali di lanci
2002
- Agnese Maffeis, lancio del disco

## Atleti in nazionale assoluta
- Erica Alfridi
- Lidia Barcella
- Alessandra Bonora
- Maya Bruney
- Ludovica Cavalli
- Alessandra Coaccioli
- Leonardo Dei Tos
- Sibilla Di Vincenzo
- Sara Dossena
- Arianna Farfalletti
- Giovanna Franzon
- Martina Gabrielli
- Laura Gamba
- Barbara Lah
- Assunta Legnante
- Manuela Levorato
- Agnese Maffeis
- Nicla Mosetti
- Chiara Nichetti
- Laura Oberto
- Laura Pellicoro
- Anita Pistone
- Eleonora Sirtoli
- Silvia Sommaggio
- Elena Sordelli
- Valentina Trapletti
- Giancarla Trevisan